# Einstein-modell

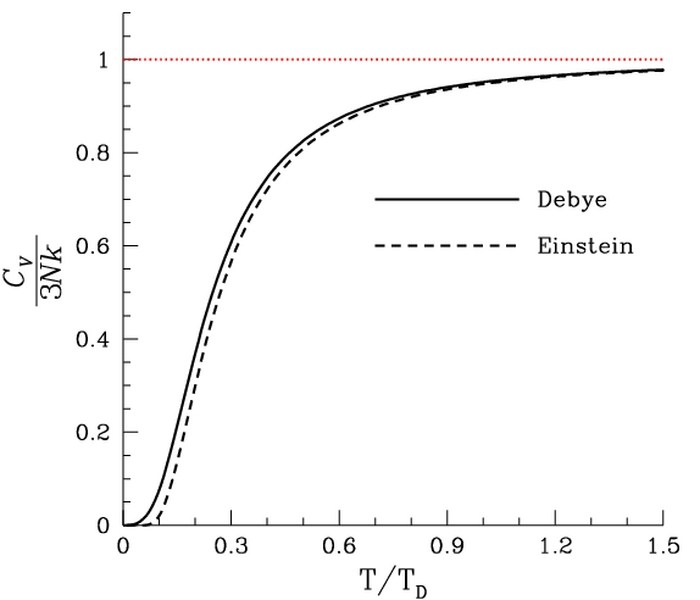
A Debye-modellből és az Einstein-modellből számolható, hőmérsékletfüggő hőkapacitás összevetése.

A szilárdtestfizikában és statisztikus fizikában alkalmazott Einstein-modell segítségével a szilárdtestek fajhőjének klasszikus leírásából adódó ellentmondások oldhatók fel. A kvantummechanikán alapuló modell az alábbi két főbb feltevésen alapul:
- a rács minden atomja független, háromdimenziós harmonikus oszcillátorként viselkedik, és
- minden oszcillátor azonos frekvenciával rezeg.

Bár a modell nem veszi figyelembe a hosszúhullámú rezgések hatását (melyek a rácsban terjedő hanghullámoknak illetve hosszúhullámú fononoknak felelnek meg), viszont kellőképpen pontos közelítést ad a szilárdtestek fajhőjére magasabb hőmérsékleten. A kísérletek azt mutatják, hogy a szilárdtestek fajhője a hőmérséklet csökkenésével csökken, 0 K hőmérsékleten pedig eltűnik. A klasszikus modell ezt nem képes megmagyarázni, míg az Einstein-modell egyes esetekben pontos leírást ad a fajhő hőmérsékletfüggésére.

## Kapcsolat a klasszikus modellel
Ma klasszikus fizikaként emlegetett, a zömében 20. század előtti fizikai felfogásokból álló világkép egyik komoly ellentmondása volt, hogy a szilárdtestek fajhője nem követi a Dulong–Petit-szabályt. Utóbbi a kinetikus elméletből az ekvipartíció tételének felhasználásával a teljes energiára az alábbi kifejezést vezeti le:
{\displaystyle E=3Npk_{B}T}.
Ebből a hőkapacitás a definíció alapján:
{\displaystyle C_{V}={\frac {\partial E}{\partial T}}=3Npk_{B}}.
Ebből az egyatomos szilárd test moláris hőkapacitása {\displaystyle C_{V}=3pR}, ahol {\displaystyle R} az egyetemes gázállandó. A kifejezés tehát láthatóan nem hőmérsékletfüggő végeredményt ad.
Albert Einstein 1907-ben azt javasolta, hogy a rácsrezgéseket a Planck-féle kvantum-hipotézisnek megfelelően szintén kvantált mennyiségnek képzeljük ez, azaz hogy a rácsrezgések frekvenciája csak diszkrét kvantumokban változhat. Így a rácsrezgés energiája is kvantált: {\displaystyle \varepsilon _{n}=nh\nu }, ahol {\displaystyle n} egész szám, {\displaystyle h} a Planck-állandó, {\displaystyle \nu } pedig a frekvencia. A statisztikus fizikából ismert {\textstyle Z=\sum _{n}e^{-\varepsilon _{n}/k_{B}T}} állapotösszeggel és a szokásos {\displaystyle \beta =1/k_{B}T} jelöléssel egy adott módus energiaátlaga {\textstyle \langle \varepsilon \rangle =-{\frac {d}{d\beta }}\ln {Z}}. A rácspontokban harmonikus oszcillátorokat képzelt el, melyekre ez az energiaátlag:
{\displaystyle \langle \varepsilon \rangle ={\frac {k\nu }{e^{h\nu /k_{B}T}-1}}}.
Einstein továbbá feltette, hogy minden atom egymástól független oszcillátor, melynek rezgése egységesen {\displaystyle \nu _{E}}, azaz a diszperziós relációban a frekvencia hullámszámtól való függetlenségét látjuk. A rácsban {\displaystyle Np} darab atom van, melyek egyesével 3 független irányban képesek rezgésre, így a rács teljes belső energiája {\displaystyle E=3Np\langle \varepsilon \rangle }. Einstein a fajhőt ebből származtatta:
{\displaystyle C_{V}={\frac {\partial E}{\partial T}}=3Npk_{B}\cdot \left({\frac {\hbar \omega _{E}}{k_{B}T}}\right)^{2}\cdot {\frac {e^{\hbar \omega _{E}/k_{B}T}}{(e^{\hbar \omega _{E}/k_{B}T}-1)^{2}}}=3Npk_{B}\cdot F_{E}\left({\frac {\hbar \omega _{E}}{k_{B}T}}\right)},
ahol {\textstyle F_{E}(x)={\frac {x^{2}e^{x}}{(e^{2}-1)^{2}}}} az Einstein-függvény.
Bár az Einstein-modell eredményei pontosabban egyeznek a kísérletekkel, mint a klasszikus számítás, viszont érvénye csak a magasabb hőmérsékletű rácsokra terjed ki. Újabb, alacsony hőmérsékletű mérések rámutattak, hogy a modell azon feltevése, hogy a rács atomjai független és azonos frekvenciájú oszcillátorok, nem vezet helyes eredményre a fajhővel kapcsolatban, ugyanis figyelmen kívül hagyja a hosszúhullámú, akusztikus módusoknak megfelelő, könnyen gerjeszthető rácsrezgéseket.